# Endocrossis lanatalis
Endocrossis lanatalis is een vlinder uit de familie van de grasmotten (Crambidae). De wetenschappelijke naam van deze soort is voor het eerst voorgesteld als Syllepta lanatalis door Pierre Viette in een publicatie uit 1960. De spanwijdte bedraagt 31-34 millimeter.
De soort komt voor in Madagaskar.